# Lorenzo Sanz
Lorenzo Sanz Mancebo (9. srpna 1943 Madrid, Španělsko – 21. března 2020 Madrid) byl španělský podnikatel v nemovitostech a ve stavebnictví, předseda fotbalového klubu Real Madrid a později majitel Málaga CF.

## Funkcionář
Lorenzo Sanz byl ředitelem Realu Madrid do roku 1985 do roku 1995, kdy byl zvolen předsedou klubu. Po svém jmenování investoval vlastní peníze do příchodu Davora Šukera a Predraga Mijatoviće. Za jeho předsednictví se Realu podařilo 2× vyhrát Ligu mistrů v letech 1998 a 2000. Krátce po vítězném finále v roce 2000 neobhájil post předsedy a nahradil ho Florentino Pérez.

## Pozdější život
V druhé polovině roku 2005 jednal o koupi italského klubu FC Parma, ale tato jednání nakonec nebyla úspěšná. V roce 2006 se neúspěšně pokusil kandidovat na post předsedy Realu Madrid a později téhož roku koupil jiný španělský klub Málaga CF, který následně v roce 2010 prodal investorovi z Kataru.
V září 2008 byl krátce uvězněn poté, co byl obviněn z podvodu ze strany banky, když se pokusil dostat zaplacený falešný šek.
Dne 11. listopadu 2009 španělské noviny El País informovaly, že Sanz byl zatčen za pokus pašovat umělecká díla ze Španělska.

## Rodina
Lorenzo Sanz byl tchánem bývalého obránce španělské reprezentace a Realu Madrid Míchela Salgada. Jeho dva synové Paco a Fernando byli také profesionálními fotbalisty.

## Smrt
Sanz zemřel večer 21. března 2020 ve věku 76 let, kdy podlehl selhání ledvin v důsledku nemoci covid-19.